# Roman Landau
Roman R. Landau (* 1955) ist ein deutscher Journalist, Autor, Verleger und Photograph.

## Leben
Landau studierte an der Universität Hamburg und am University College London, Schwerpunkte des Studiums waren Wissenschaftsgeschichte, Literaturtheorie, Sozial- und Wirtschaftsgeschichte. Er erhielt Hochbegabtenförderung durch die Friedrich-Ebert-Stiftung und wurde mit einer Arbeit zur amerikanischen Literaturtheorie an der Universität Hamburg promoviert.
Seit 1983 ist er als Autor in Hörfunk und Fernsehen (NDR, [RB], HR) tätig, daneben übte er auch freiberufliche journalistische Tätigkeiten in der Tagespresse und Wochenpresse (z. B. „Die Zeit“) aus.

## Verlagsgründung
1994 gründete Roman Landau den U. B. W. Verlag zur Förderung innovativer und kritischer Wissenschaftler und zur Verbreitung nützlichen Wissens. Wichtiges Grundlagenwerk, dessen Entstehung Landau entscheidend gefördert hat, ist das Buch „Evidenz und Konstruktion. Materialien zur Kritik der historischen Dogmatik“, Hamburg 1998. Die Autoren dieser Arbeit, Ralph Davidson und Christoph Luhmann, sind damit zu Wegbereitern einer internationalen Diskussion (von Russland bis Kanada) um die Wurzeln der abendländischen Zivilisation geworden. Ihre fundierte Kritik am Mythos des sogenannten „aufsteigenden Bürgertums“ als treibende Kraft eines (antichristlichen und damit auch antijüdischen) abendländischen Fortschritts und ihre kulturrevolutionäre Neubewertung der jüdisch-christlichen Kulturtradition als die eigentliche Triebkraft der modernen Gesellschaft, ist angesichts der Fülle der von ihnen vorgelegten Paradigmen, von renommierten Wirtschaftshistorikern positiv aufgegriffen worden. Hier sind dazu vor allem die Arbeiten zur europäischen jüdisch-christlichen Kulturgeschichte von W. Kaltenstadler hervorzuheben.

## Publikationen
- Der Aufstieg Europas – Wie modern war das mittelalterliche Christentum? Vorlesungen zur Modernisierungstheorie, Hamburg 2006
- Innovation und Strategie – was man über die Wirtschaft wissen muss, aber in keinem Lehrbuch findet, Hamburg 2006,
- Die Gesellschaftlichkeit der Innovation. Eine Einführung in die Logik naturwissenschaftlichen Denkens, Hamburg 2005
- Planet der Affen : Notizen zum Zivilisationsprozeß auch unter dem Titel Anmerkungen zum Zivilisationsprozeß, Dt. Wiss.-Verlag, 2001 und 2003, ISBN 3-9804324-4-0

Zahlreiche weitere Publikationen als Autor, Journalist und Photograph erschienen auch unter diversen Pseudonymen.